# Christian Pollas
| Asteroidi scoperti: 25 | Asteroidi scoperti: 25 | Asteroidi scoperti: 25 |
| ---------------------- | ---------------------- | ---------------------- |
| 4179 Toutatis          | 4 gennaio 1989         |                        |
| 5164 Mullo             | 20 novembre 1984       |                        |
| 7296 Lamarck           | 8 agosto 1992          | [1]                    |
| 8009 Béguin            | 25 gennaio 1989        |                        |
| 9950 ESA               | 8 novembre 1990        |                        |
| 14015 Senancour        | 16 gennaio 1994        | [1]                    |
| 14016 Steller          | 16 gennaio 1994        | [1]                    |
| (16403) 1984 WJ1       | 20 novembre 1984       |                        |
| 16674 Birkeland        | 16 gennaio 1994        | [1]                    |
| (17562) 1994 BG4       | 16 gennaio 1994        | [1]                    |
| (19241) 1994 BH4       | 16 gennaio 1994        | [1]                    |
| 29311 Lesire           | 16 gennaio 1994        | [1]                    |
| 30936 Basra            | 16 gennaio 1994        | [1]                    |
| 30937 Bashkirtseff     | 16 gennaio 1994        | [1]                    |
| 30938 Montmartre       | 16 gennaio 1994        | [1]                    |
| 30939 Samaritaine      | 16 gennaio 1994        | [1]                    |
| (32772) 1986 JL        | 11 maggio 1986         |                        |
| (37644) 1994 BN3       | 16 gennaio 1994        | [1]                    |
| (42501) 1992 YC        | 17 dicembre 1992       |                        |
| (42521) 1994 BO3       | 16 gennaio 1994        | [1]                    |
| (43846) 1993 PV8       | 15 agosto 1993         | [1]                    |
| (48564) 1994 BL3       | 16 gennaio 1994        | [1]                    |
| (52413) 1994 BF4       | 16 gennaio 1994        | [1]                    |
| (65679) 1989 UQ        | 26 ottobre 1989        |                        |
| (136745) 1995 WL8      | 29 novembre 1995       |                        |
| (173134) 1994 YP2      | 27 dicembre 1994       |                        |
| - [1] con Eric W. Elst |                        |                        |

Christian Pollas (1947) è un astronomo francese.
Lavora all'Osservatorio della Costa Azzurra e ha scoperto numerosi asteroidi, la maggior parte in collaborazione con Eric W. Elst. Degni di nota sono l'asteroide Aten (65679) 1989 UQ, l'Asteroide Apollo 4179 Toutatis e l'Asteroide Amor 9950 ESA.
Ha scoperto anche 49 supernove e coscoperto altre 4.

## Riconoscimenti
Gli è stato dedicato un asteroide, 4892 Chrispollas.